# Puerta del Sur
Puerta del Sur – stacja metra w Madrycie, na linii 10 i 12. Znajduje się w Alcorcón i zlokalizowana jest pomiędzy stacjami Joaquín Vilumbrales oraz San Nicasio i Parque Lisboa. Została otwarta 11 kwietnia 2003 roku.